# Synagoga w Osobłodze
Synagoga w Osobłodze (czes. Synagoga v Osoblaze) – nieistniejąca synagoga znajdująca się w Osobłodze, w Czechach, przy ulicy Hrnčířská.
Pierwsza synagoga powstała po 1569 roku i spłonęła przed 1626 roku. Postawiona na jej miejscu druga budowla spłonęła w 1802 roku.
Trzecią synagogę na tym samym miejscu wybudowano w latach 1807–1808. W 1833 roku zniszczył ja pożar, ale jeszcze w tym samym roku została wyremontowana. W drugiej połowie XIX wieku liczebność gminy zaczęła spadać, a synagoga niszczała. W 1933 roku została wyburzona z powodu złego stanu technicznego. Dziś w jej miejscu znajdują się ogródki działkowe. W pobliżu zachował się cmentarz żydowski z nagrobkami typu polskiego unikatowymi na terenie Czech.